# Yauheni Tsijantsou
Yauheni Tsijantsou (en bielorruso: Яўгені Ціханцоў; Gómel, 4 de noviembre de 1998) es un deportista bielorruso que compite en halterofilia.
Participó en dos Juegos Olímpicos de Verano, en los años 2020 y 2024, obteniendo una medalla de bronce en París 2024, en la categoría de 102 kg.
Ganó dos medallas en el Campeonato Mundial de Halterofilia, en los años 2019 y 2023, y tres medallas de oro en el Campeonato Europeo de Halterofilia entre los años 2019 y 2025.

## Palmarés internacional
| Juegos Olímpicos   | Juegos Olímpicos      | Juegos Olímpicos  | Juegos Olímpicos |
| Año                | Lugar                 | Medalla           | Categoría        |
| ------------------ | --------------------- | ----------------- | ---------------- |
| 2024               | París (Francia)       | Medalla de bronce | 102 kg           |
| Campeonato Mundial |                       |                   |                  |
| Año                | Lugar                 | Medalla           | Categoría        |
| 2019               | Pattaya (Tailandia)   | Medalla de oro    | 102 kg           |
| 2023               | Riad (Arabia Saudita) | Medalla de bronce | 102 kg           |
| Campeonato Europeo |                       |                   |                  |
| Año                | Lugar                 | Medalla           | Categoría        |
| 2019               | Batumi (Georgia)      | Medalla de oro    | 96 kg            |
| 2024               | Sofía (Bulgaria)      | Medalla de oro    | 102 kg           |
| 2025               | Chisináu (Moldavia)   | Medalla de oro    | 102 kg           |